# Serica filitarsata
Serica filitarsata är en skalbaggsart som beskrevs av Ahrens 1999. Serica filitarsata ingår i släktet Serica och familjen Melolonthidae. Inga underarter finns listade i Catalogue of Life.